# Wetzelshain
Wetzelshain ist der Name einer spätmittelalterlichen Wüstung auf einer verkehrsgünstig gelegenen Hochfläche im mittleren Teil des Höhenzuges Hohe Schrecke im Landkreis Sömmerda in Thüringen. Sie befindet sich im gleichnamigen Forstrevier etwa 5,5 km westsüdwestlich der Stadt Wiehe. 

## Geschichte
Der Ort entstand als Rodungssiedlung und wurde 1226 erstmals urkundlich erwähnt. Das Dorf gehörte dem Petersstift zu Mainz und besaß eine eigene Kirche. Bereits um 1480 wurde der Ort wüst genannt. An der Dorfstelle sind noch vereinzelt Siedlungsreste in Form von Bodenunebenheiten zu erkennen. Zweieinhalb Kilometer östlich liegen die Reste der Burg Rabenswalde. Etwa 1,5 km südöstlich von Wetzelshain liegt noch eine weitere Wüstung mit Namen Lichtehain.